# Marijan Korošec
Marijan Korošec, slovenski trobentar, skladatelj in pedagog, * 1939, Trbovlje, † 2024. 

## Življenjepis
Iz trobente je v razredu prof. Stanka Selaka leta 1964 diplomiral na Akademiji za glasbo v Ljubljani.
V letih 1961−1968 je deloval kot prvi trobentar - solist v Orkestru Slovenske Filharmonije, od 1963 do 1967 je bil član Ansambla Slavka Osterca. Na Akademiji za glasbo v Ljubljani je bil docent oddelka za trobento (1967–1968), profesor trobente na ZGBI Ljubljana pa med letoma 1967 in 1971.
V Simfoničnem orkestru RTV Slovenija je bil med letoma 1968 in 1989 trobentar-solist, odtlej pa 10 let ravnatelj Glasbene šole Trbovlje. Bil je tudi član izvršnega odbora Zveze slovenskih glasbenih šol.

## Skladateljski opus

### Orkestralna glasba
- Srečno, koračnica za pihalni orkester (1996)
- Relax, zabavna glasba za pihalni orkester (1997)
- Štiri božične melodije za pihalni orkester (1998)
- Postojnska jama, suita za pihalni orkester (2000)
- Adagio za godalni orkester (2002)

### Komorna glasba
- Slovenske; za kvartet kljunastih flavt in kitaro (2001)
- Žabe svadbo so imele za štiri trobente ali tri trobente in trombon (2002)
- Kangačero (afriški vrač) za orffov inštrumentarij (2003)

### Solistična instrumentalna glasba
- Concertino št. I za trobento (ali tenor ali bariton) in klavir (2001)
- Alfa, capriccio za klavir (2000)
- Brstenje, skice za kitaro (1999)
- Kaj pa ti piskaš, dialog za trobento (ali bariton) in bugel (2002)
- Aksiom, capriccio za trobento in klavir (2003)
- Concert št. I za trobento in klavir (2003)

### Vokalna glasba
- Otroški zbor in orkester: Pušilc narodnih (1990)
- Palčki gredo na izlet, J. Moder, M. Korošec (1996)
- Ciciban - cicifuj, O. Župančič, M. Korošec (1996)
- Jingle bells, L. Pier Point, prir. M. Korošec (2001)

#### Otroški zbor in klavir
- Kamenčki, M. Korošec, M. Korošec (2003)
- Kokoda, M. Korošec, M. Korošec (2002)
- Bel oblaček, F. Princ, M. Korošec (1998)

#### Mladinski zbor in orkester
- Glej zvezdice božje, L. Bellar, prir. M. Korošec (2002)
- Sveta noč, F. Gruber, prir. M. Korošec (2002)
- Jingle bells, L. Pier Point, prir. M. Korošec (2001)
- Vedno otrok, N. Razboršek, M. Korošec (2001)

#### Mladinski zbor in klavir
- Puberteta, M. Korošec, M. Korošec (2001)